# Michael Gahler

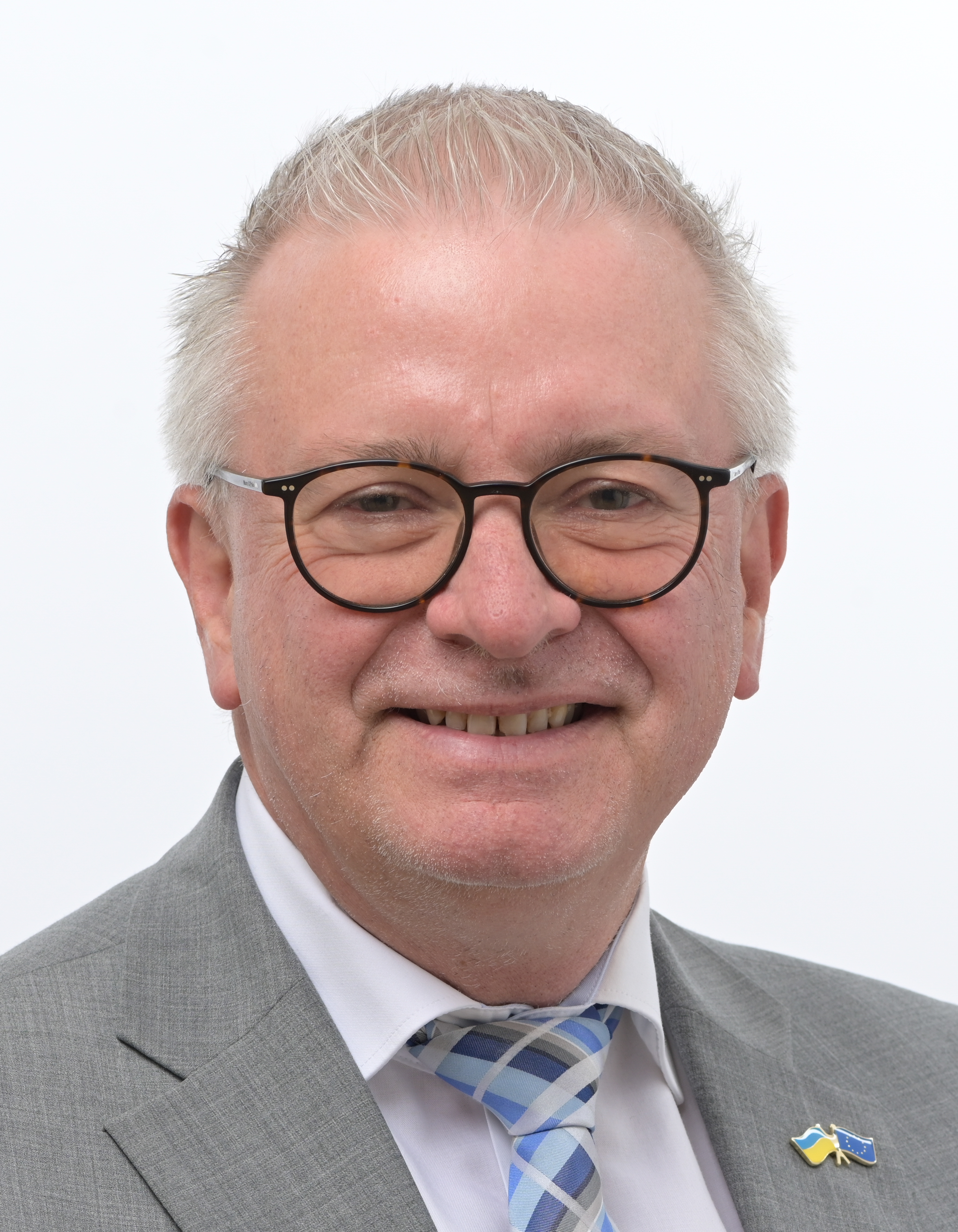
Michael Gahler (2024)

Heinz Michael Gahler (* 22. April 1960 in Frankfurt am Main) ist ein Europaabgeordneter der CDU für Hessen in der Europäischen Volkspartei und Vizepräsident des Netzwerks Europäische Bewegung Deutschland.

## Leben und Ausbildung
Michael Gahler wuchs im Frankfurter Stadtteil Zeilsheim auf und besuchte bis zum Abitur 1978 das Friedrich-Dessauer-Gymnasium in Höchst. Von 1979 bis 1980 diente er als Zeitsoldat bei der Bundeswehr in Koblenz. 1981 nahm er ein Studium der Rechtswissenschaft an der Universität Mainz auf, das er 1987 mit dem Ersten juristischen Staatsexamen abschloss. Von 1982 bis 1983 erfolgte ein Studienaufenthalt an der Universität Dijon. Nach dem Referendariat in Frankfurt, Hochheim und Brüssel legte er 1990 das Zweite juristische Staatsexamen ab.
Von 1990 bis 1991 besuchte er als Attaché die Diplomatenschule des Auswärtigen Amts und legte 1991 die Laufbahnprüfung für den höheren auswärtigen Dienst ab. Anschließend war er 1991 bis 1993 Referent für Internationale Umweltpolitik im Auswärtigen Amt, 1993 bis 1995 Referent im internationalen Büro der CDU und 1995 bis 1999 Länderreferent für die baltischen und nordischen Staaten und den Ostseerat im Auswärtigen Amt.

## Politik

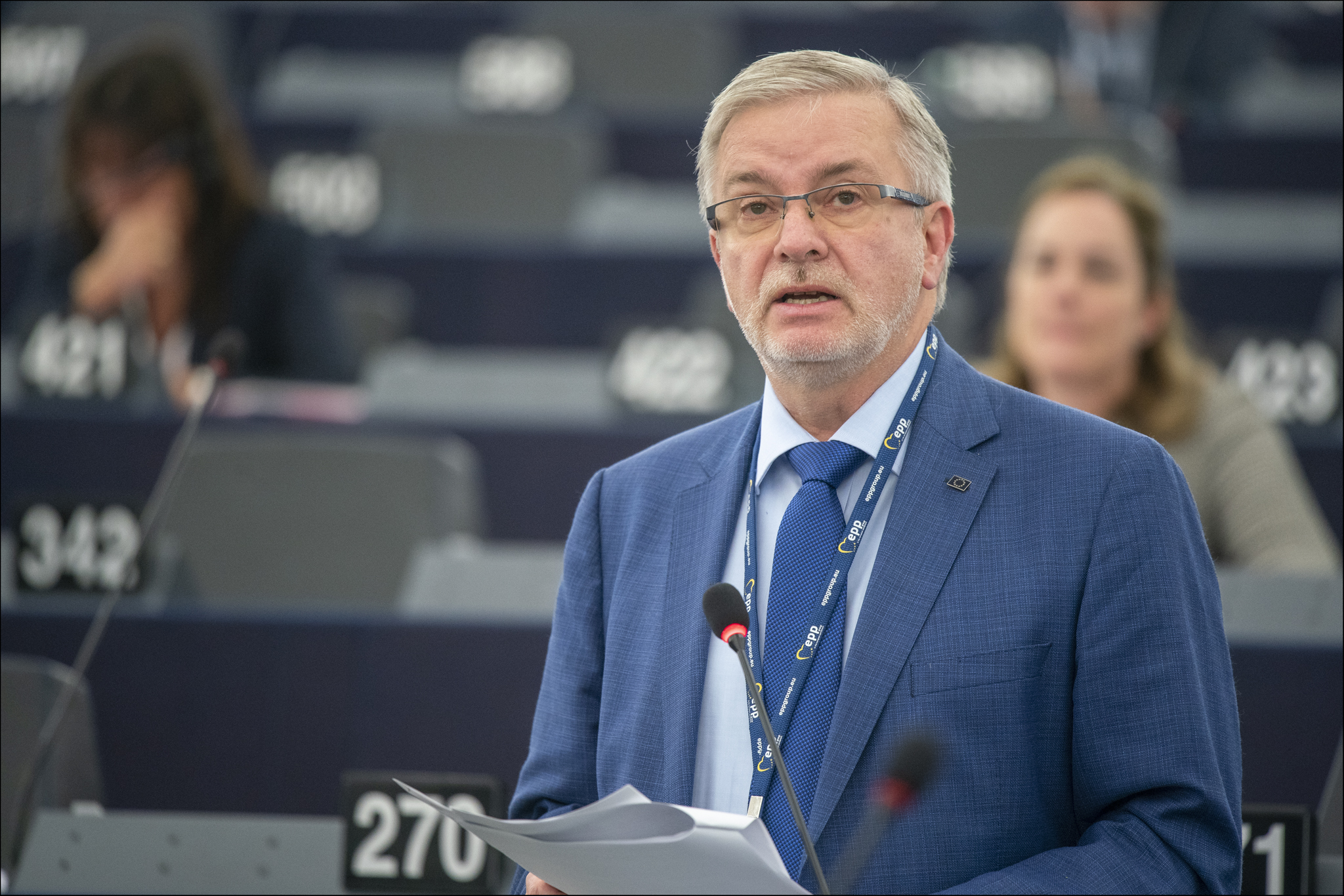
Gahler während einer Debatte im Europäischen Parlament (2019)

Seit 1981 ist Gahler Mitglied der CDU. Er hatte dort verschiedene Vorstandsämter inne. So war er 1994 bis 2000 stellvertretender Vorsitzender der CDU Main-Taunus. Bereits seit 1978 engagierte er sich in der Jungen Union und war dort in den Jahren 1985 bis 1993 Stadtverbands-, Kreisverbands- und Bezirksvorsitzender.1990 bis 1996 arbeitete er als Mitglied der Internationalen Kommission der JU Deutschlands. Seit 1995 war Gahler Delegierter zum EVP-Kongress. 2010 wurde er von der CDU nominiert zum Vizepräsidenten des Netzwerks Europäische Bewegung Deutschland gewählt.
Kommunalpolitisch nahm Gahler eine Reihe von Mandaten wahr. So war er 1986–1989 Stadtverordneter in Hattersheim am Main, 1989–2001 Kreistagsabgeordneter im Main-Taunus-Kreis und 1993–1997 Abgeordneter in der Regionalen Planungsversammlung beim Regierungspräsidium Darmstadt.

### Europäisches Parlament
Seit 1999 ist Gahler Mitglied des Europäischen Parlaments. Dort sind seine derzeitigen Aufgaben und Zuständigkeiten (seit der Wahl 2009):
- Mitglied des Auswärtigen Ausschusses und des Unterausschusses für Sicherheit und Verteidigung
- Sicherheitspolitischer Sprecher der EVP-Fraktion
- Stellvertretendes Mitglied des Verkehrsausschusses
- Vorsitzender der Delegation für die Beziehungen zum Panafrikanischen Parlament
- Mitglied der Paritätischen Parlamentarischen Versammlung AKP-EU
- Mitglied des Fraktionsvorstands der EVP-Fraktion

2004, 2009, 2014, 2019 und 2024 wurde Gahler erneut ins Europaparlament gewählt.

## Mitgliedschaften
- Europa-Union Deutschland
- Paneuropa-Union
- Europa-Union Parlamentariergruppe Europäisches Parlament[3]

Ebenfalls ist Gahler Mitglied der Kangaroo Group, ein Thinktank und eine Lobbyorganisation mit Sitz in Brüssel.